# Campionati mondiali di pentathlon moderno 1978
I campionati mondiali di pentathlon moderno 1978 si sono svolti in Svezia, a Jönköping si sono disputate le gare maschili individuali ed a squadre, mentre a Stoccolma le gare femminili.

## Risultati

### Maschili
| Evento      | Oro                                                              | Argento                                                 | Bronzo                                                      |
| Individuale | Pavel Lednëv                                                     | Janusz Pyciak-Peciak                                    | Neil Glenesk                                                |
| A squadre   | Polonia Janusz Pyciak-Peciak Sławomir Rotkiewicz Zbigniew Pacelt | Germania Ovest Norbert Kühn Gerhard Werner Axel Stamann | Unione Sovietica Pavel Lednëv Oleg Bulgakov Aleksandr Tarev |

### Femminili
| Evento      | Oro          | Argento         | Bronzo         |
| Individuale | Wendy Norman | Wendy Skipworth | Absokon        |
| A squadre   | Regno Unito  | Stati Uniti     | Germania Ovest |

## Medagliere
| Posizione | Paese            |   |   |   | Totale |
| --------- | ---------------- | - | - | - | ------ |
| 1         | Regno Unito      | 2 | 1 | 0 | 3      |
| 2         | Polonia          | 1 | 1 | 0 | 2      |
| 3         | Unione Sovietica | 1 | 0 | 1 | 2      |
| 4         | Germania Ovest   | 0 | 1 | 1 | 2      |
| 4         | Stati Uniti      | 0 | 1 | 1 | 2      |
| 6         | Canada           | 0 | 0 | 1 | 1      |
| Totale    | Totale           | 4 | 4 | 4 | 12     |